# River Usk
Der River Usk (walisisch: Afon Wysg) ist ein 125 Kilometer langer Fluss im Südosten von Wales. Der Flusslauf liegt in den Grafschaften Powys, Carmarthenshire und Monmouthshire sowie in Newport. Der Fluss gab dem Ort Usk bei Newport seinen Namen.

## Flusslauf
Der River Usk entspringt am Nordhang des Black Mountain in der walisischen Grafschaft Carmarthenshire. Er überquert aber bald die Grenze zu Powys und nimmt den Honddu auf. Ab der Flussbrücke in Newbridge-on-Usk in Südwales unterliegt der Fluss den Gezeiten. Er mündet sechs Kilometer südlich von Newport bei Uskmouth in den Ästuar des Severn. Der Oberlauf des Flusses befindet sich im Brecon-Beacons-Nationalpark (Bannau Brycheiniog National Park).

## Ökologie
Die Wasserqualitat des Flusses gilt als schlecht. Es gelangen ungeklärte Abwässer in den Fluss.

## Flussfauna
Im River Usk kommen das Meerneunauge (Petromyzon marinus), das Flussneunauge (Lampetra fluviatilis), die Finte (Alosa fallax), die Groppe (Cottus gobio) und der Atlantische Lachs (Salmo salar) vor. Ferner bildet das Gewässer den Lebensraum des Fischotters (Lutra lutra).

## Historische Bedeutung
An der Mündung der Usk befand sich in römischer Zeit das Lager Isca Silurum der Legio II Augusta. Zudem spielt der Fluss eine Rolle in der Artuslegende.